# موز (رود)
رود موز (به فرانسوی: Meuse)، رود ماس (به هلندی: Maas) یا رود میوز (تلفظ انگلیسی نام فرانسوی)، رودی مهم به طول ۹۲۵ کیلومتر در اروپاست که از فرانسه آغاز شده و پس از گذشتن از بلژیک و هلند در پایان از طریق دلتای رود راین، به دریای شمال می‌ریزد. حوضهٔ آبریز این رود ۳۶٬۰۰۰ کیلومتر مربع مساحت دارد.
موز علیا از سال ۱۳۰۱، پس از آنکه کُنت هنری سوم بار بخش غربی استان بار را از شاه فیلیپ چهارم دریافت نمود، حدوداً مرز غربی امپراتوری مقدس روم با پادشاهی فرانسه را مشخص می‌کرده‌است. این مرز، مرزی ثابت بود تا آنکه آنری دوم، پادشاه فرانسه، در سال ۱۵۵۲ سه اسقف‌نشین متز، تول و وردون را ضمیمهٔ خاک خود ساخت و دوک‌نشین لورن نیز در سال ۱۶۳۳ به تصرف نیروهای لوئی سیزدهم درآمد. بخش پایین‌دست رودخانه در والون بلژیک نخستین منطقه‌ای بود در اروپا که به‌طور کامل صنعتی شد.

## مسیر رودخانه
رود موز از Pouilly-en-Bassigny در لو شاتلت-سور-موز در فرانسه به سمت شمال سرچشمه گرفته، از سدان و شارلویل مزیر گذشته وارد بلژیک می‌شود. در نامور، رود سامبر به آن می‌پیوندد و به سمت شرق ادامهٔ مسیر می‌دهد. پس از گذشتن از لیژ به سمت شمال می‌چرخد و بخشی از مرز بلژیک با هلند را تشکیل می‌دهد. رود موز پس از ورود به هلند مسیرش به سمت شمال را ادامه داده که این مسیر تقریباً در امتداد مرز این کشور با آلمان قرار دارد و پس از آن به سمت غرب تغییر مسیر داده، به رود وال می‌پیوندد و همراه با رود شلت در جنوب و رود راین در شمال، بخشی از دلتای وسیع راین-موز-شلت را تشکیل می‌دهد.
این رود در نزدیکی هوسدن به دو رود Afgedamde Maas در راست و برگسه ماس در چپ تقسیم می‌شود. برگس ماس سپس تحت عنوان آمر ادامهٔ مسیر داده و پس از پیوستن Nieuwe Merwede به آن، هالندز دیپ نام می‌گیرد و در پایان به دریای شمال می‌ریزد.

## نگارخانه

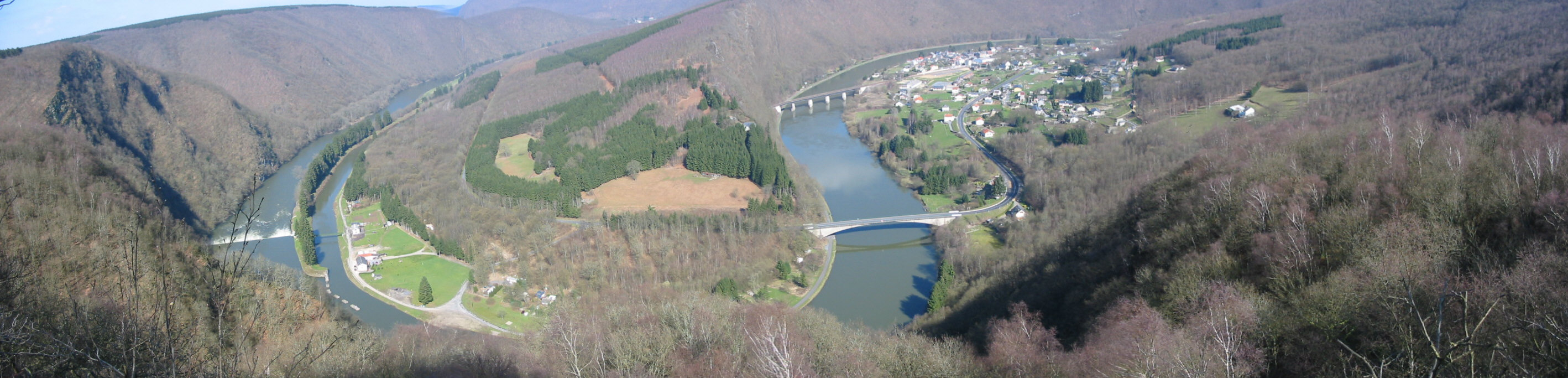
نمایی از رود موز در آردن فرانسه در له‌فو

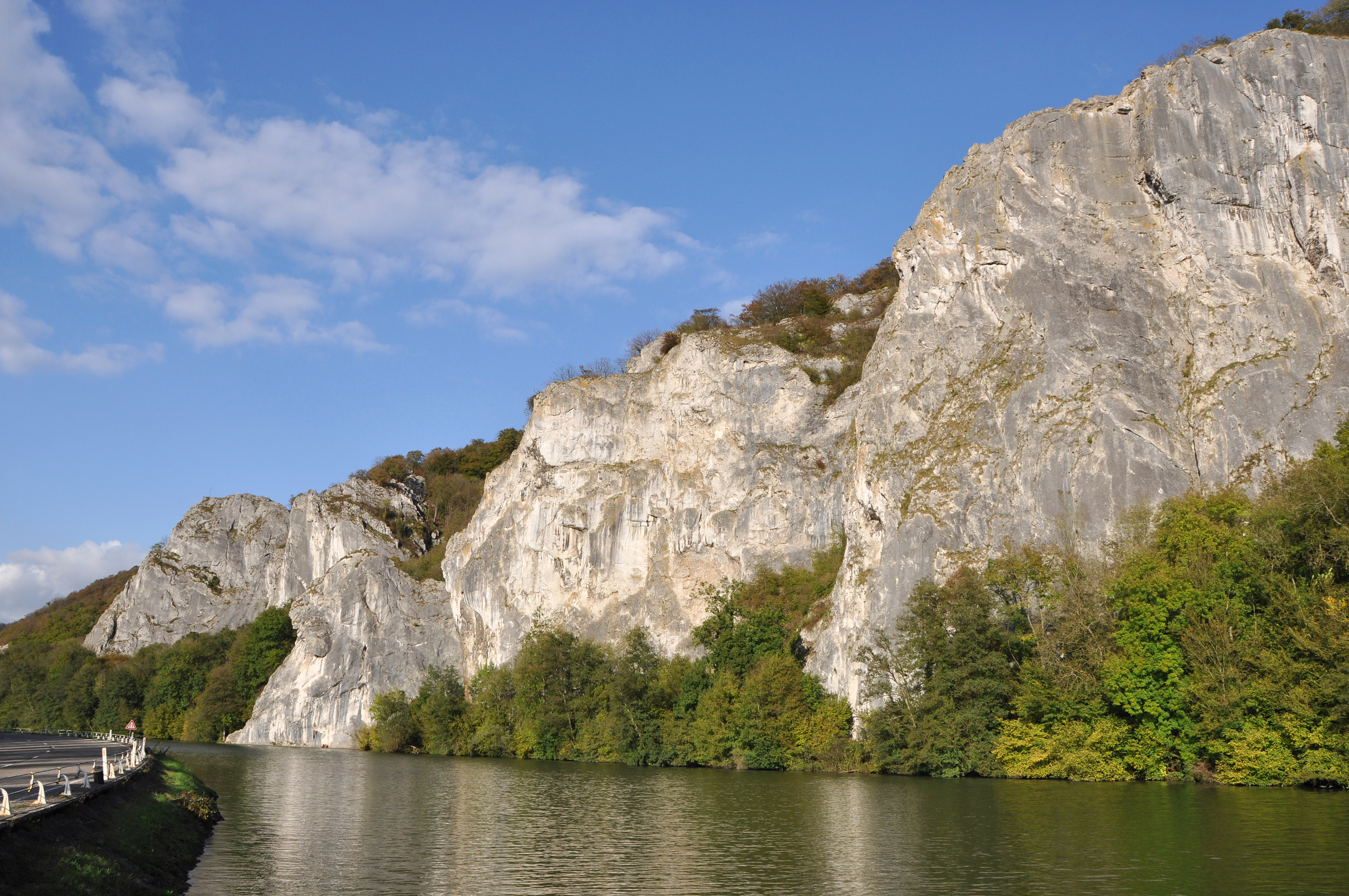
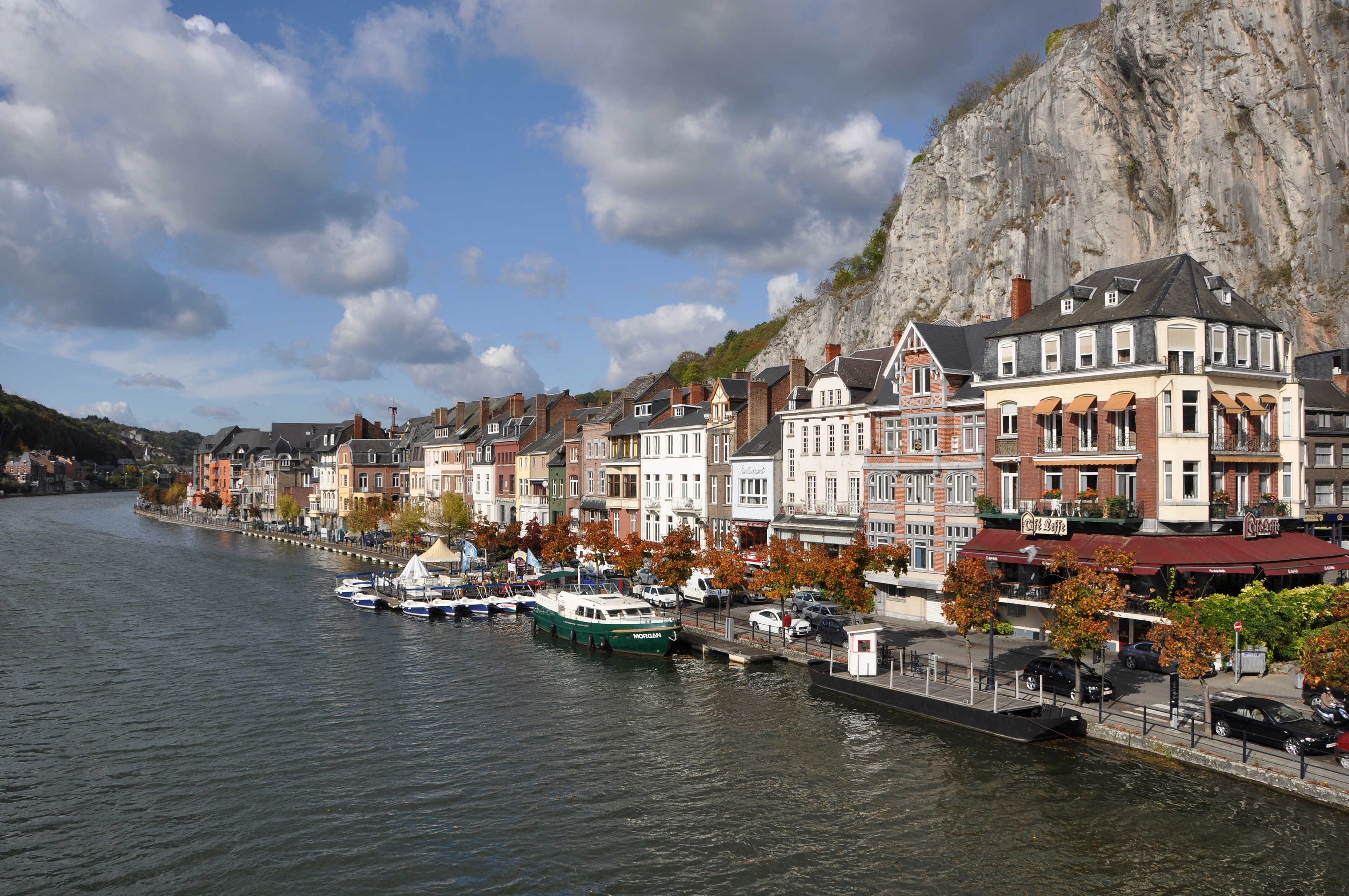
رود موز در دینان (بلژیک)
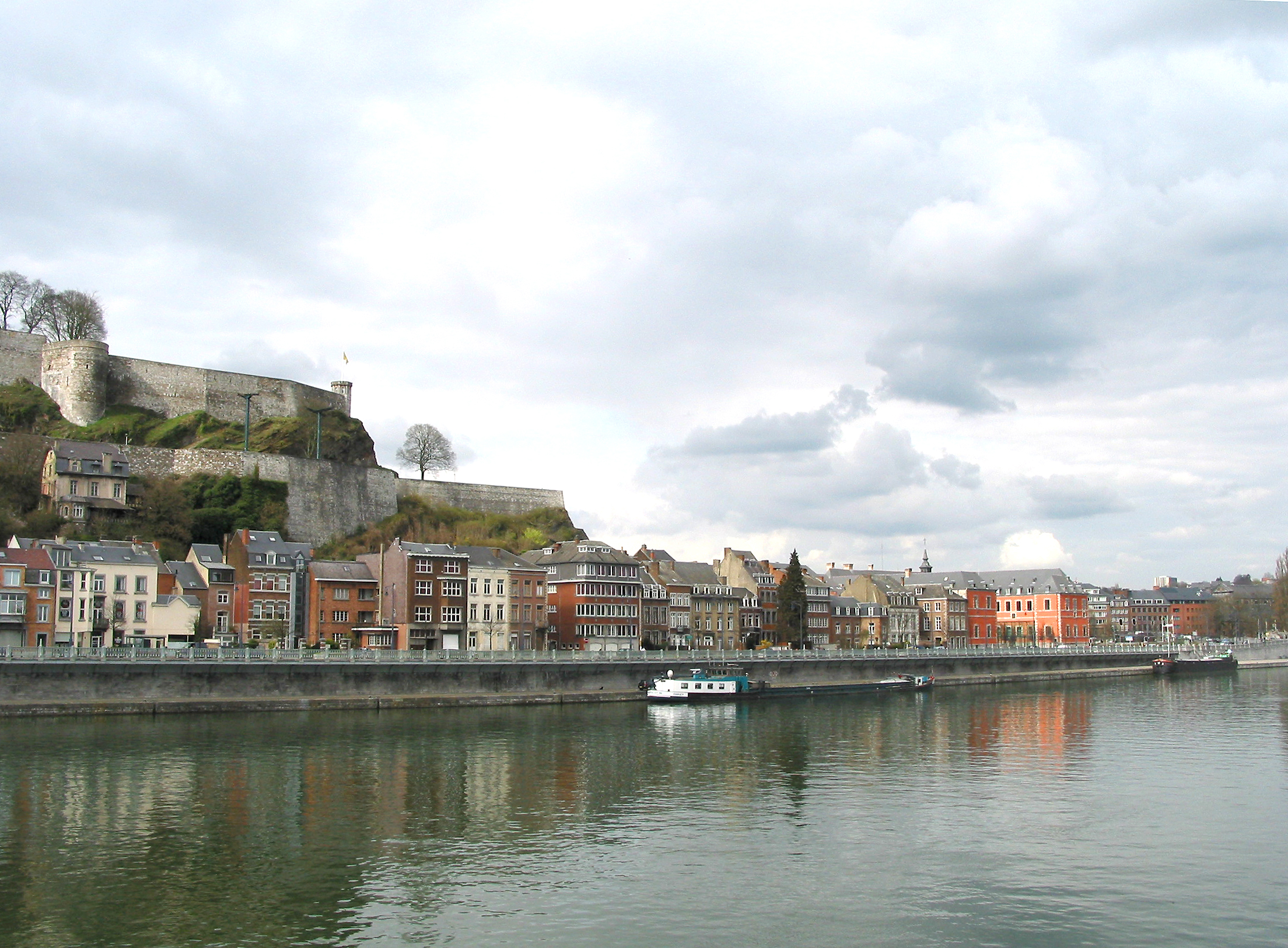
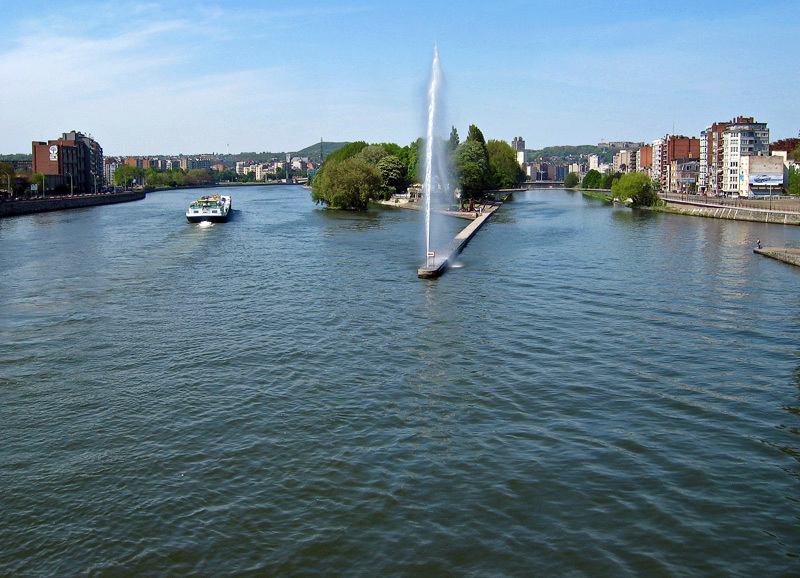
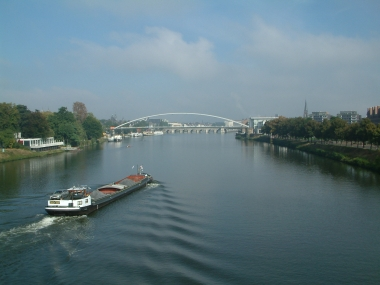
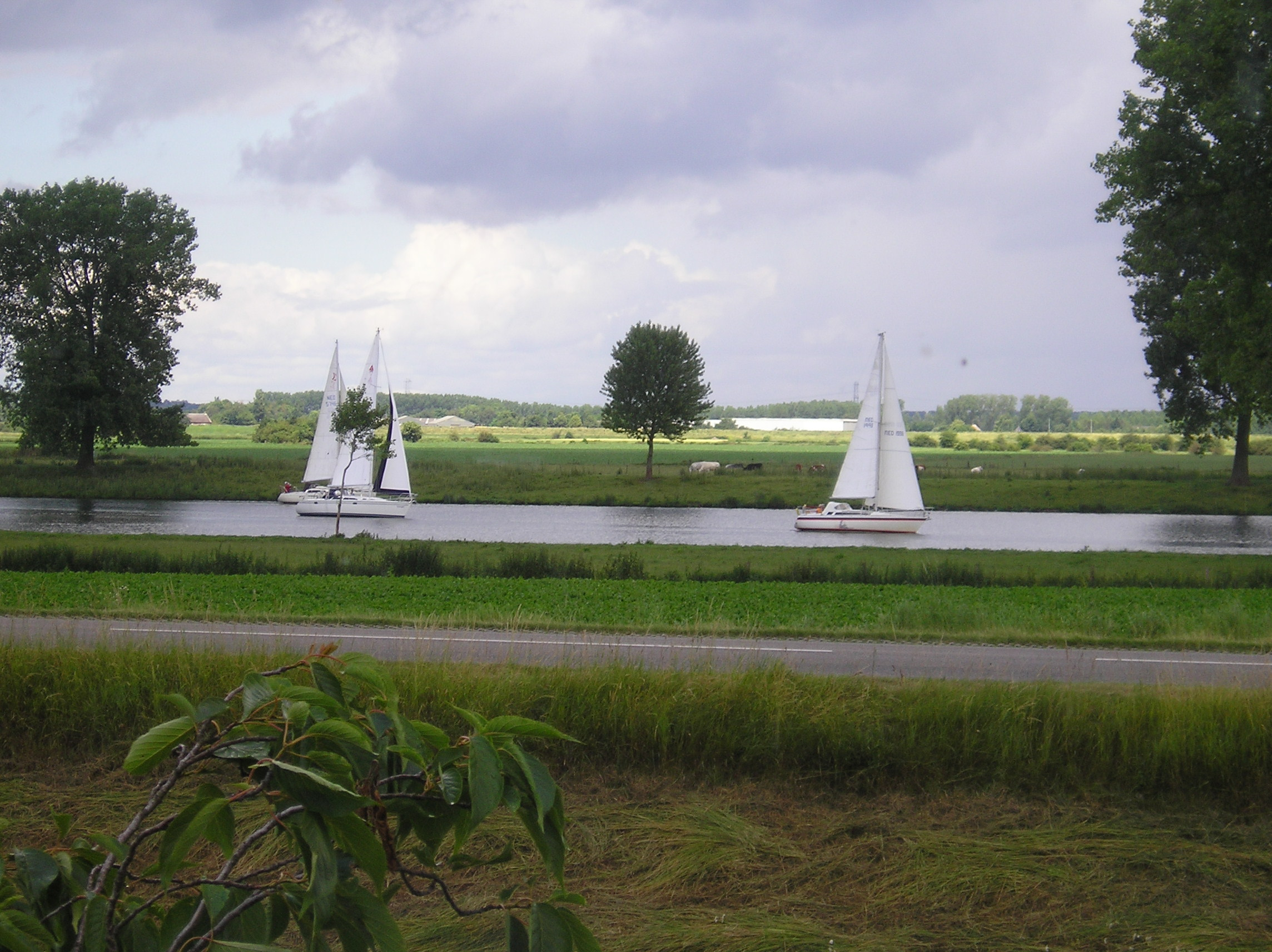
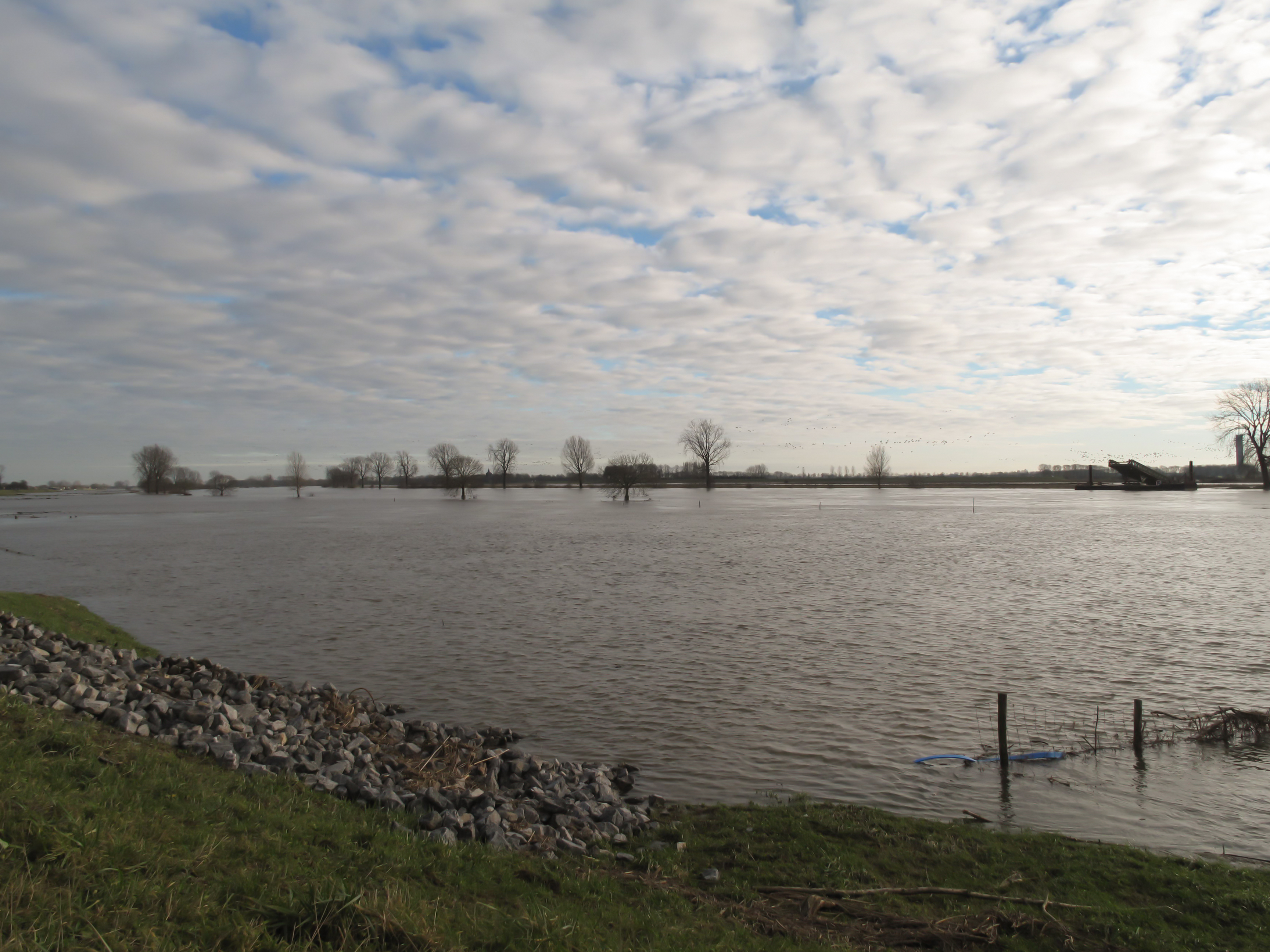
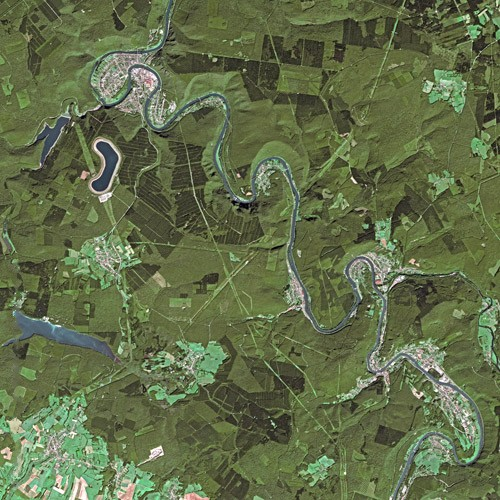